# Mike Pohjola
Mikko "Mike" Pohjola (15 de octubre de 1978) es un poeta, dramaturgo, escritor y diseñador de juegos de rol de Finlandia. Es el autor de los juegos de He Myrskyn aika, Star Wreck Roleplaying Game, Tähti y Kadonneet kyyneleet.
En la comunidad de juegos de rol en vivo de los países escandinavos y en menor medida en otros países es conocido como autor del Manifiesto de la Escuela de Turku (2000), que defendía el estilo de juego de inmersión. Ha diseñado varios juegos de rol en vivo experimentales, y es el autor de varios juegos de rol. Varios de los artículos teóricos y artísticos de Mike Pohjola han sido publicados en revistas de Europa y los Estados Unidos.
La primera novela de Mike Pohjola, Kadonneet kyyneleet fue publicada en verano del año 2008. Ese mismo año también publicó Sanaleikkikirja, una colección de calambur y juegos de palabras finlandeses. 
Pohjola también ha escrito obras de teatro, como 1827 Infernal Musical.
Entre los años 2017-2019 ha escrito guiones de varios episodios de la comedia finlandesa "La oficina."